# Ma'an (parti)
Pour les articles homonymes, voir Ma'an.
 (janvier 2022).
Si vous disposez d'ouvrages ou d'articles de référence ou si vous connaissez des sites web de qualité traitant du thème abordé ici, merci de compléter l'article en donnant les références utiles à sa vérifiabilité et en les liant à la section « Notes et références ».
Le Parti démocratique arabe (hébreu : מפלגה דמוקרטית ערבית, Miflaga Demokratit Aravit; arabe : ألحزب الديمقراطي العربي, al-Hizb al-Dimuqrati al-Arabi), plus communément désigné en Israël par son acronyme en hébreu Mada (hébreu : מד"ע) est un parti politique israélien. Il fut renommé en 2021 Ma'an.

## Histoire
Le parti fut fondé le 15 février 1988, à la fin de la 11e session de la Knesset, lorsqu'Abdulwahab Darawshe quitta l'Alignement afin de créer son propre parti pour protester contre la politique de l'alliance sur la Première Intifada. Au moment de sa fondation, le parti était le premier parti exclusivement arabe israélien à la Knesset (bien que seul représentant à la Knesset de la Liste progressiste pour la Paix était un Arabe israélien, le parti comptait aussi des membres juifs), et le premier depuis la disparition de Liste arabe unie originale à la suite des élections législatives de 1981.
Lors des élections législatives de 1988, le parti franchit juste le seuil électoral de 1 %, avec 1,2 % des suffrages. Il obtint un siège à la Knesset, occupé par Abdulwahab Darawshe, et fut encore le seul parti exclusivement arabe israélien à remporter un siège. Les élections législatives suivantes (en 1992) virent le parti obtenir 2 sièges, bien qu'il reste le seul parti exclusivement arabe israélien à avoir une représentation parlementaire.
Les élections de 1996 virent le Parti démocratique arabe conclure une alliance avec la Liste arabe unie sous le nom de Mada-Ra'am (acronymes de chacun des partis). L'alliance fut payante, et remporta deux sièges. L'alliance fut rejointe pour la durée du mandat de la 14e Knesset par un nouveau parti arabe israélien, le Balad, qui avait conclu une alliance avec le Hadash.
Après les élections de 1996, le parti devint une faction au sein de la Liste arabe unie.
En 2012, le parti quitte la Liste arabe unie et forme la Liste arabe, qui n'obtient cependant pas de sièges lors des élections législatives israéliennes de 2015.
En 2021, Ma'an (anciennement Parti démocratique arabe) fait campagne seul pour les élections législatives israéliennes de 2021. À quelques jours du scrutin, le parti retire sa liste et annonce rejoindre la Liste unifiée.